# Lathrothele
Lathrothele Benoit, 1965 è un genere di ragni appartenente alla famiglia Ischnothelidae.

## Distribuzione
Le quattro specie oggi note tre sono state reperite nell'Africa centrale; la specie dall'areale più vasto è la Lathrothele grabensis, rinvenuta in Congo, Ruanda, Burundi e Camerun.

## Tassonomia
La grafia Latrothele, presente nello studio di Brignoli (1983c), è da ritenersi un refuso.
Dal 2013 non sono stati esaminati esemplari delle specie di questo genere.
Attualmente, a dicembre 2020, si compone di 5 specie:
- Lathrothele catamita (Simon, 1907) — Isola São Tomé
- Lathrothele cavernicola Benoit, 1965 — Congo
- Lathrothele grabensis Benoit, 1965[3] — Camerun, Congo, Ruanda, Burundi
- Lathrothele jezequeli Benoit, 1965 — Costa d'Avorio
- Lathrothele mitonae Bäckstam, Drolshagen & Seiter, 2013 — Gabon